# Fortescue Metals Group
Pour les articles homonymes, voir Fortescue.

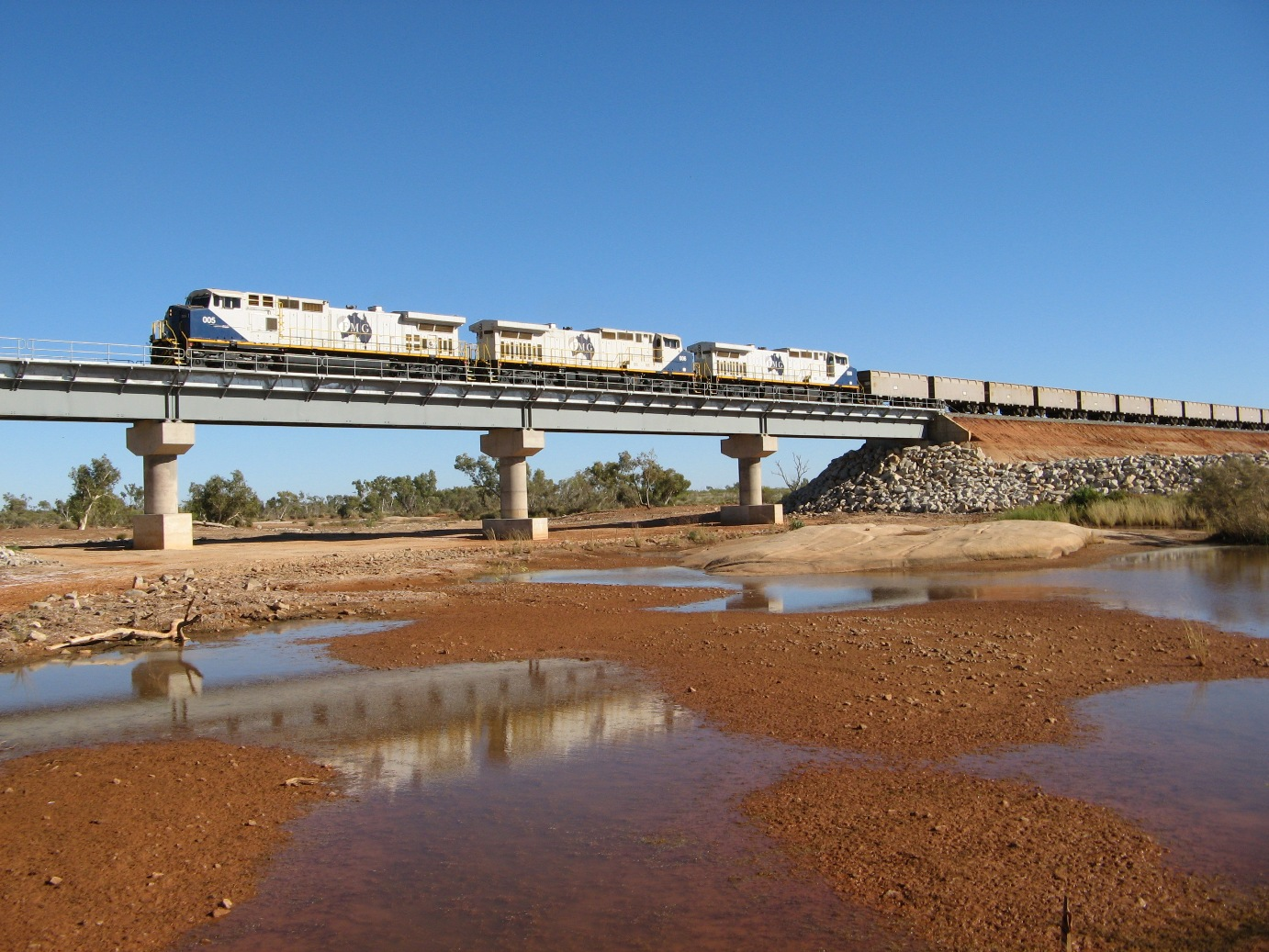
Un train de Fortescue Metals Group.

Fortescue Metals Group est une entreprise minière australienne spécialisée dans l'extraction du minerai de fer. Elle est l'une des plus grandes entreprises d'extraction de mine de fer au monde.